# Bassenheimer Hof

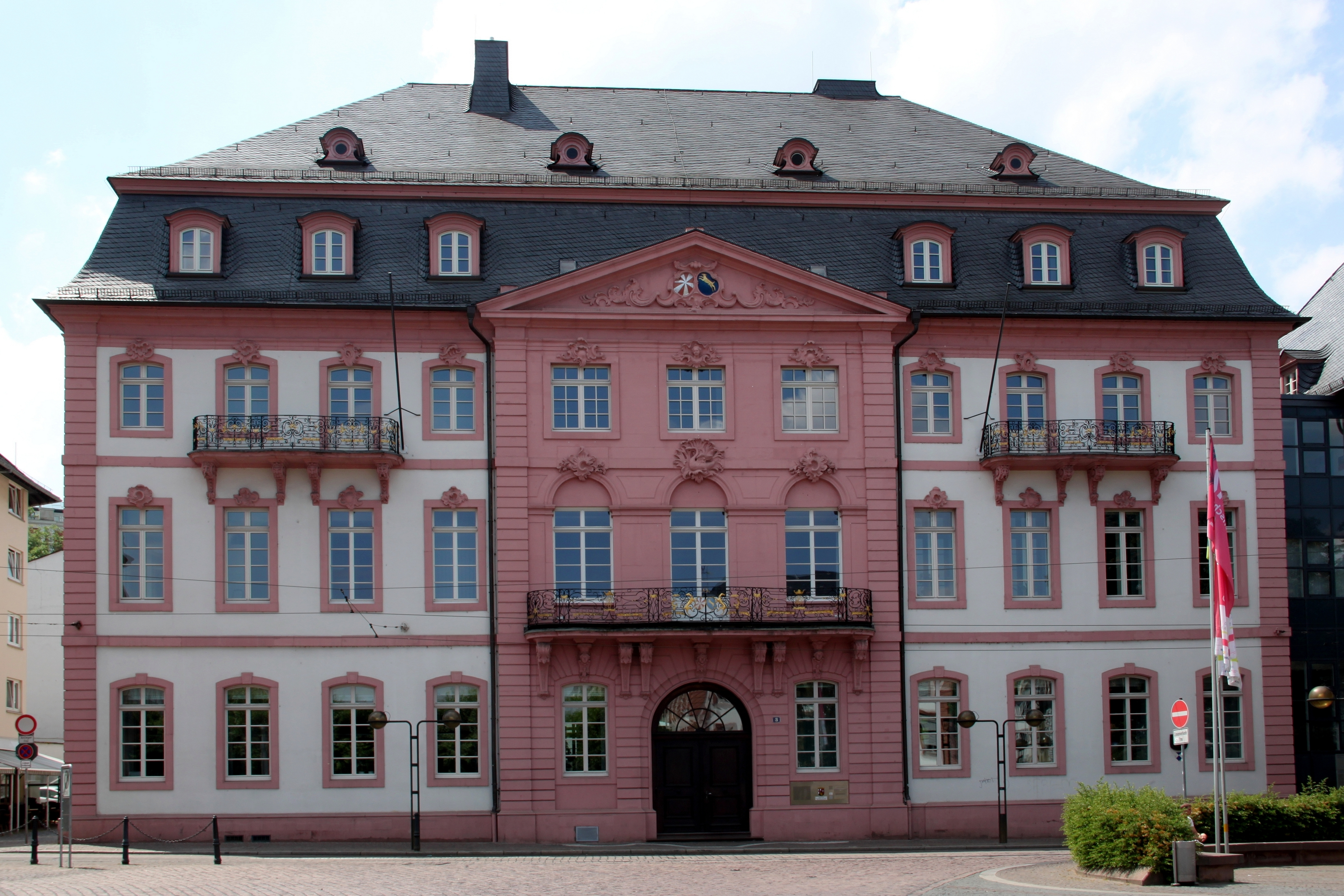
Bassenheimer Hof

Der Bassenheimer Hof in Mainz entstand in unmittelbarer Nähe des Osteiner Hofs als städtischer Adelssitz im Jahre 1750 nach Plänen des kurfürstlichen Oberbaudirektors Anselm Franz von Ritter zu Grünstein (auch Groenesteyn genannt). Den Auftrag erteilte 1743 der zum Kurfürsten gewählte Johann Friedrich Karl von Ostein (1689–1763). Seit 1960 wird er vom Innenministerium des Landes Rheinland-Pfalz genutzt. 

## Beschreibung

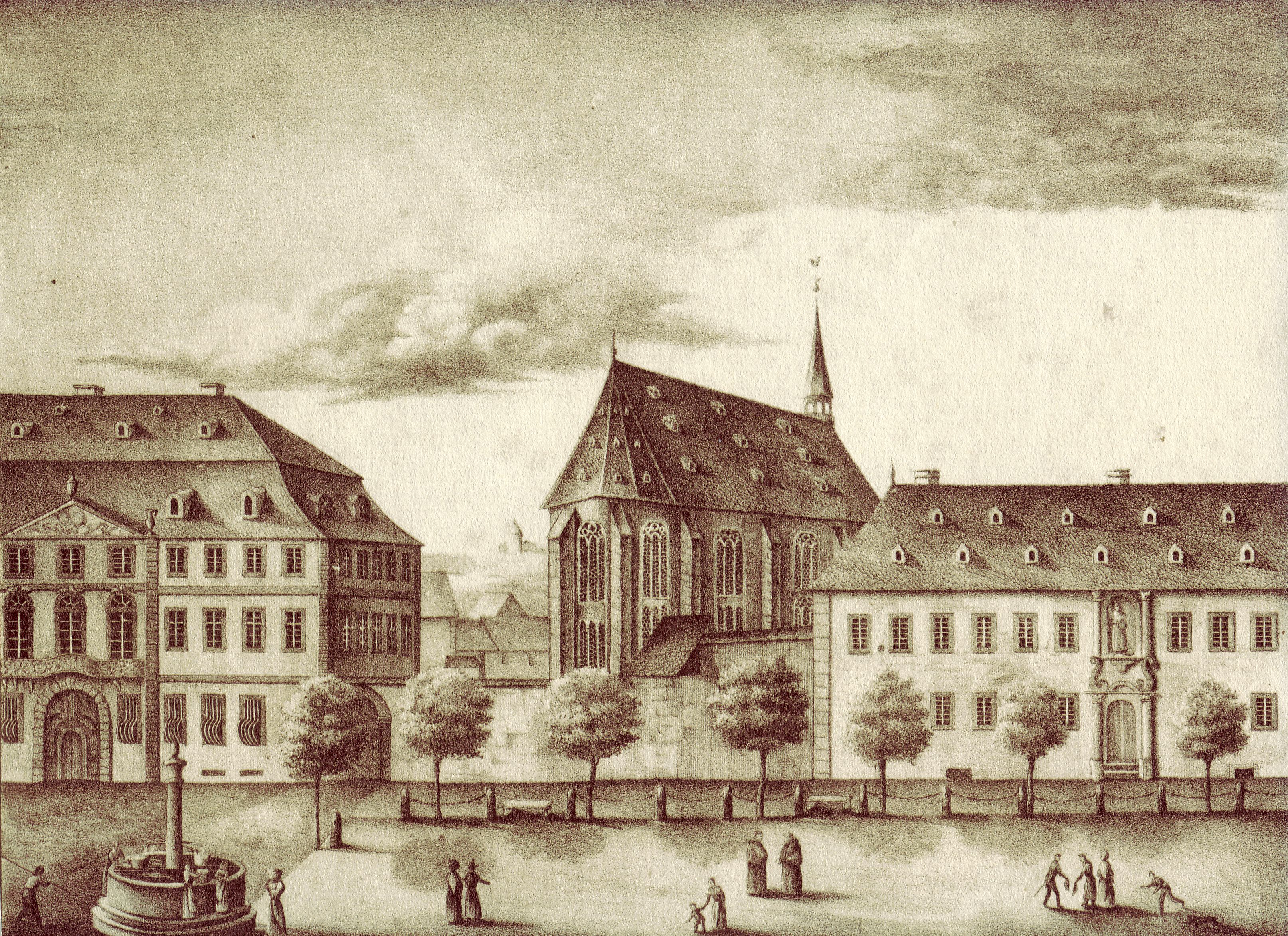
Der Bassenheimer Hof neben der (1812 abgerissenen) Weißfrauen-Kirche

Der Bau reihte sich damit in die Gruppe anderer barocker Adelspalais wie dem Schönborner Hof, dem Stadioner Hof, dem Erthaler Hof und dem Osteiner Hof rund um den Schillerplatz ein.
Der Architekt war durch sein zeitweiliges Studium in Paris besonders von den Fassaden der Place Vendome und des Hôtel de Torcy von Germain Boffrand, der es 1713 für Jean-Baptiste Colbert, marquis de Torcy als dessen Ruhesitz plante, geprägt. Dieses Palais heißt heute Hôtel de Beauharnais und dient als Residenz des deutschen Botschafters in Paris. Die elegante zurückhaltende Formensprache der klassischen Bauweise der französischen Barockarchitektur wurden auch hier in Mainz zu seinen dominanten Ausdrucksformen. Dieses barocke  Stadtpalais besaß aber keinen (für die Hôtels particulier in Paris typischen) Ehrenhof. 
Die innere Raumaufteilung wie auch der Garten am Hang des Kästrichs und die gesamte Ausstattung aus der Zeit um 1755 sind aufgrund häufiger Umbauten und Kriegsschäden verschwunden.

## Geschichte

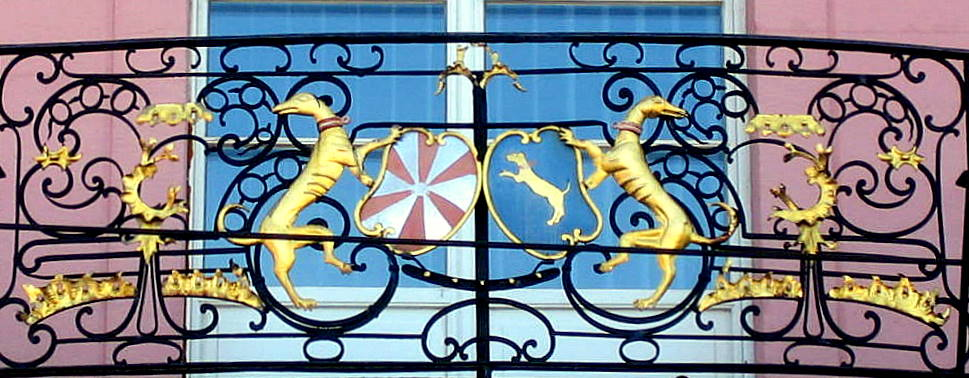
Allianzwappen der Familien Waldbott von Bassenheim und von Ostein am Bassenheimer Hof. Als Schildhalter der Osteiner Windhund

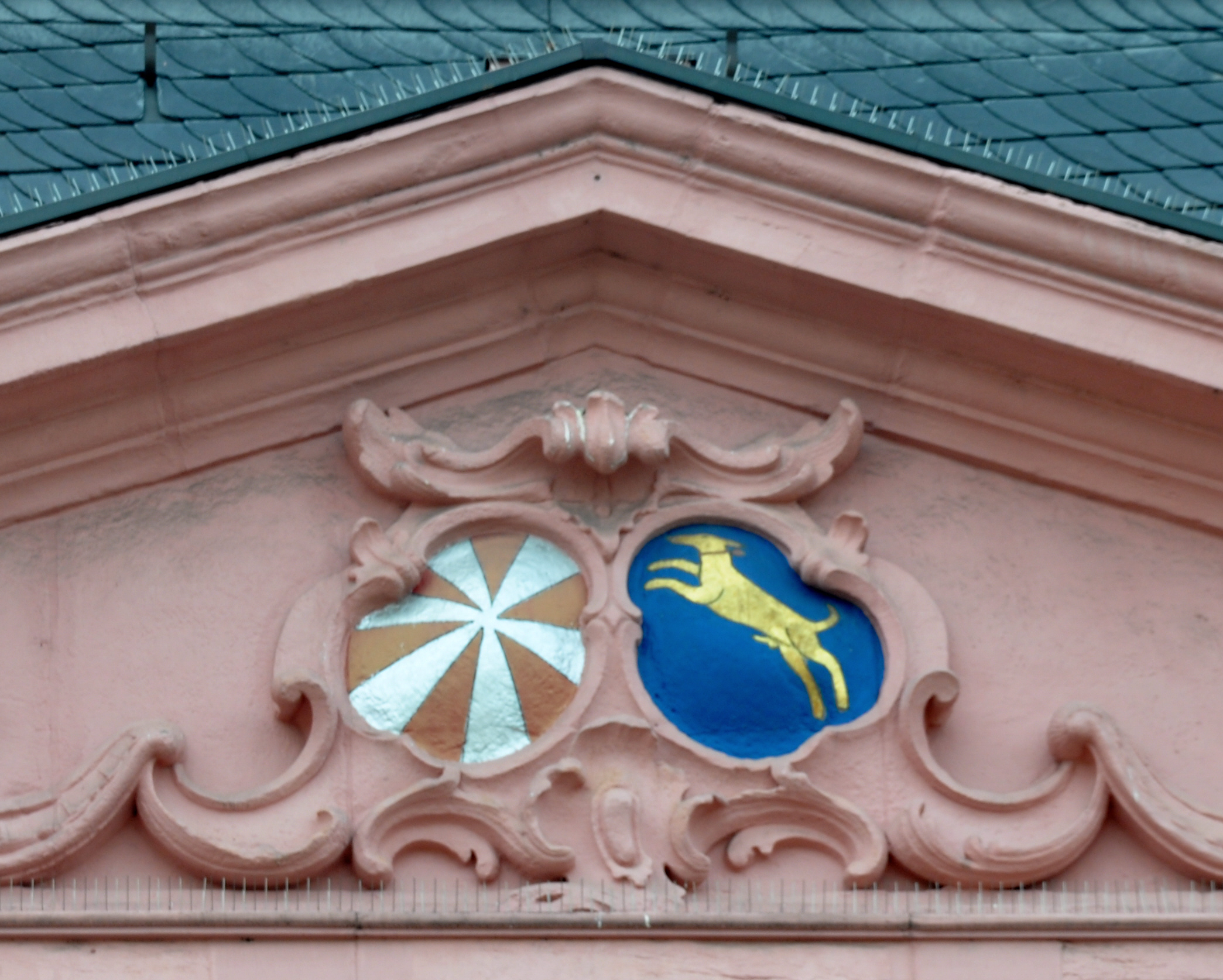
Allianzwappen im Giebel

Der Bau sollte als Witwensitz für die jüngere Schwester des Kurfürst-Erzbischofs, Maria Antonetta Gräfin Waldbott von Bassenheim, geb. Gräfin von Ostein (1710–1788) dienen. Sie war seit 1726 mit Rudolf Johann Graf Waldbott von Bassenheim (1686–1731) verheiratet gewesen und hatte nach dem plötzlichen Tod des Ehemanns nach nur fünf Ehejahren 5 Kinder zu erziehen, darunter Rudolf Waldbott von Bassenheim.
Schon 1792 besetzte aber General Adam-Philippe de Custine die Stadt Mainz. Adel und Klerus waren auf der Flucht, darunter auch die Familie Waldbott.
Nach dem Verkauf des Palais 1835 an die Militärbehörden der damaligen Bundesfestung Mainz wurde der Bassenheimer Hof bis 1889 als Kaserne genutzt. Später sind vielfache unterschiedliche Nutzer, wie ein Wiener Caféhaus oder eine Fahnenstickerei nachweisbar.
Im Zweiten Weltkrieg brannte auch dieses Gebäude 1942 völlig aus, wurde aber auf Betreiben der Besatzungsmacht Frankreich bereits 1947/48 wiederhergestellt. 
Einige Zeit war der Bassenheimer Hof Sitz des Ministerpräsidenten von Rheinland-Pfalz, bevor 1960 das Innenministerium von Rheinland-Pfalz hier einzog.

## Umgebung
Heute ist in gastronomischen Kreisen ein herausragendes Restaurant mit dem Namen Am Bassenheimer Hof direkt daneben, bekannter als das Palais selbst. Das Restaurant befindet sich in einem 1794 erbauten Winzerhof (Winzerhaus Acker 10).